# Anna Maria van Schurman
Anna Maria van Schurman, nizozemska slikarka, pisateljica, teologinja, humanistka in jezikoslovka. * 5. november 1607, Köln, Nemčija, †4. maj 1678, Wieuwerd, Nizozemska.

## Življenje

### Zgodnje življenje
Anna Maria van Schurman se je rodila v Kölnu, kot hči premožnih staršev, Frederika van Schurmana iz Antwerpna in Eve von Harff de Dreiborn. Imela je tri brate po imenih Hendrik Frederik, Johan Godschalk in Williem.
Pri štirih letih je lahko že brala. Ko je bila stara komaj šest let, je že obvladala ustvarjanje origamijev. V nekaterih svojih spisih govori o tem, kako je izumila tehniko oblikovanja voska pri starosti 10 let. Leta 1610 se je družina po verskem pregonu zaradi protestantizma ustalila v družinskem dvorcu v Dreibornu, blizu Schleidna. Med letoma 1613 in 1615 se je njena družina preselila v Utrecht, kjer je Anna Maria nekaj mesecev obiskovala francosko šolo, kjer se je naučila pisanja, aritmetike in igranja inštrumentov. Približno deset let pozneje pa so se ponovno preselili, tokrat v Franeker v Friziji.
Od približno 11. leta jo je njen oče poučeval latinščino in druge predmete, kar je bilo zelo nenavadno za tisti čas.
Preden je leta 1623 Frederik van Schurman umrl, je obljubil, da svoje edine hčerke nikoli ne bo poročil. Tako je za svoj moto izbrala besedno zvezo Amor Meus Crucifixus Est (Moja ljubezen je bila križana). Njena zavezanost k celibatu in njenemu študiju se je zdela neomajna. Leta 1626 so se Eva von Harff in otroci preselili nazaj v Utrecht.

### Zrelo življenje
Med letoma 1626 in 1636 je Anna Maria zaradi svojega znanja in umetniških sposobnosti postala del literarnega krožka. Dopisovala si je s profesorji Heinsiusom, Reviusom in Rivetom in jih navdušila.
Leta 1636 se je odprla Univerza v Utrechtu. Anna Maria van Schurman je bila povabljena, da napiše latinsko pesem v čast univerze. V pesmi je izpostavila izključenost žensk iz univerze. Objavljena je bila skupaj s francosko in nizozemsko pesmijo, ki ju je napisala za to priložnost. Kot odgovor na njeno pritožbo ji je univerza dovolila obiskovanje predavanj profesorja Voetiusa. Tako je leta 1636 postala prva univerzitetna študentka v Evropi. Ker takrat ženskam študij ni bil dovoljen, je na predavanjih sedela za zaslonom ali v zagrnjeni kabini, tako da je moški študentje niso videli. Na univerzi je študirala tudi hebrejščino, arabščino, kaldejščino, siriščino in etiopščino. Njeno zanimanje za filozofijo in teologijo ter njen umetniški talent so prispevali k njeni slavi, kot zvezde Utrechta. Do leta 1640 je obvladala štirinajst jezikov in pisala v latinščini, grščini, hebrejščini, italijanščini, francoščini, arabščini, perzijščini, etiopščini, nemščini in nizozemščini.
Zaradi njenega dopisovanja s profesorjem Andreasom Rivetom je bila 1638 v Parizu objavljena knjiga “Amica Dissertatio inter Annam Mariam Schurmanniam et Andr. Rivetum de capacitate ingenii muliebris ad Scientia”. Trdila je, da je ta knjiga izšla brez njenega soglasja.
Istega leta je objavila latinsko pesem v knjigi “Theodorusa Dousa, Lusus imaginis iocosae, sive, Echus a variis poetis, variis languageis”.
V tem obdobju je izgubila brata Hendrika Frederika, umrl je leta 1632 in mati Eva von Harff, ki je umrla leta 1637 oba sta pokopana v družinski kripti v cerkvi Cunera v Rhenenu.

### Protestantizem
Labadizem je bil protestantsko kalvinistično cerkveno gibanje, ki se je začelo 1666 na Nizozemskem. Ustanovitelj je bil Jean de Labadie. V 60. letih sedemnajestega stoletja je Anna Maria postala ena izmed glavnih voditeljev labadistov. V šestdesetih letih dvajsetega stoletja je Anna Maria na Nizozemskem postala vse bolj razočarana nad kalvinistično Cerkvijo. Reformo Cerkve si je postavila za svoj cilj. Poleg korespondenc s pridigarji je potovala po državi in z njimi organizirala srečanja.
Brat Anne Marie je leta 1661 študiral teologijo pri hebrejskem učenjaku Johannesu Buxtorfu v Baslu in slišal o francoskem duhovniku po imenu Jean de Labadie. Odpotoval je v Ženevo, da bi ga srečal. Leta 1662 si je s Schurmanova dopisoval o Labadiejevih prepričanjih in naukih. Ko so se Labadie in majhno število njegovih privržencev na poti proti Middelburgu ustavili v Utrechtu, so se nastanili v Schurmanini hiši. Labadie je postal middelburški župnik, zavzemal pa se je za moralno regeneracijo in da bi morali verniki živeti ločeno od nevernikov. Schurman ga je podpirala, tudi ko so ga odstranili s pozicije župnika. Ko se je na koncu leta 1669 Labadie naselil v Amsterdamu, da bi ustanovil separatistično cerkev, je Anna Maria prodala svojo hišo in del svoje knjižnice. Pridružila se je Labadiejevi skupnosti.
Sledila je javna akcija, v kateri so Anno Mario so napadli njeni intelektualni prijatelji, med njimi Huygens in Voetius. Labadisti so morali kmalu zapustiti Amsterdam, začasno prebivališče pa jim je zagotovila prav Schurmanova. Leta 1672 so se labadisti preselili v Altono na Danskem. V dopisovanju z danskim kraljem se je nemška princesa Elizabeta Pfalška zavzemala za Schurmanino ime. Leta 1673 je Anna Maria objavila delo Eukleria seu Meliores Partis Electio (ang. Eukleria or choosing the better part, referring to Mary’s choice, Luke 10:41–42). Voetius je trdil, da bi morale ženske imeti omejeno javno vlogo, vse drugo pa je ženska neprimernost. Delo so dobro sprejeli Gottfried Wilhelm Leibniz in drugi ugledni pietisti, med njimi Johann Jacob Schütz, Philipp Jakob Spener in Eleonore van Merlau.
Ko je Labadie leta 1674 umrl, je Anna Maria raziskala možnost selitve v Anglijo, kar je ustrezalo latinologinji Lucy Hutchinson in teologu Johnu Owenu. Toda labadisti so se preselili v vas Wieuwerd v Friziji in privabili številne nove člane, med njimi tudi Marijo Sibyllo Merian. Približno 400 labadistov se je popolnoma ločilo od svetovnih vrednot. Poskušali so se vrniti v zgodnje cerkvene prakse in si deliti vse premoženje.

### Smrt
V zadnjih letih svojega življenja je bila Anna Maria zaradi močnega revmatizma v hiši. Nadaljevala je s pisanjem, vodila dopisovanje in delala na drugem delu Euklerije. Umrla je leta 1678 v starosti 70 let.

## Delo
Veliko del Anne Marie van Schurman je bilo v času njenega življenja objavljenih, a so danes mnoga izgubljena. Za njeno najslavnejše delo velja knjiga Opuscula Hebræa, Græca, Latina, Gallica (ang. Minor works in Hebrew, Greek, Latin and French in prose and poetry by the most noble Anne Maria van Schurman). Gre za zbirko njene poezije v različnih jezikih z dodanimi pismi v latinščini in francoščini, ki si jih je izmenjala s spoštovanimi učenjaki njenega časa.
V delu Dissertatio de ingenii muliebris ad doctrinam et meliores litteras aptitudine (ang. The Learned Maid or, Whether a Maid may be a Scholar) Schurman predstavi svojo teorijo o enakosti moških in žensk – meni namreč, da bi morale imeti krščanske ženske višjih slojev pravico do višje izobrazbe, saj bi tako utrdile svojo ljubezen do Boga.
V knjigo je vključena korespondenca s teologom Rivetom, ki višje izobrazbe žensk ni podpiral. V njuni korespondenci se odpreta predvsem vprašanji naravne enakosti spolov in primernosti izobrazbe za kristjane. Trdi, da morajo imeti ljudje za iskreno vero z Bogom oseben odnos, ki pa ga lahko skozi šolanje in branje Biblije dosežejo le sami ter da je ignoranca greh. Izpostavi tudi, da bi za dokaz Rivetove trditve, da ženske višjih študijev niso sposobne potrebovali enake pogoje, na podlagi katerih bi lahko določili uspešnost. Meni, da je za srečo potrebna možnost študija različnih ved (kot na primer teologije, filozofije, retorike, logike in zgodovine) in jezikov (posebej jezikov, v katerih je bila napisana Biblija).
Leta 1639 je končala tudi traktat, De Vitae Termino (ang. On the end of life), o vlogi Boga in zdravnikov ob koncu človeškega življenja.
Svoje poglede je pozneje drastično spremenila, kot nakazano v delu Eukleria seu Meliores Partis Electio (ang. Eukleria or choosing the better part, referring to Mary’s choice, Luke 10:41–42). Zapusti svoja prejšnja načela ter pomembnost izobrazbe zamenja za življenje posvečeno bolj izključno Bogu.
Schurman se je poleg literature posvečala tudi drugim umetnostnim panogam. Med drugim je tudi slikala, zlasti portrete, s čimer je postala prva znana nizozemska slikarka, ki je v portretu uporabljala pastel. Leta 1643 je bila deležna častnega sprejema v ceh slikarjev svetega Luke, kar je pomenilo javno priznanje njene umetnosti.

### Seznam del
- De Vitae Termino (Ob koncu življenja)
- Dissertatio de ingenii muliebris ad doctrinam et meliores litteras aptitudine (Učena služkinja ali Ali je služkinja lahko učenjak)
- Opuscula Hebraea, Graeca, Latina, Gallica (manjša dela v hebrejščini, grščini, latinščini in francoščini v prozi in poeziji najplemenitejše Anne Marie van Schurman)
- Eukleria seu Meliores Partis Electio (Eukleria ali izbira boljšega dela, nanašajoč se na Marijino izbiro, Lk 10,41–42)

## Izobrazba žensk
Schurman si je dopisovala z dansko plemkinjo Birgitte Thott, ki je prevajala klasične avtorje in verske spise. Thottin prevod Senekinih filozofskih del je vseboval predgovor, v katerem se je zavzemala za žensko pravico do študija. Thott je navedla, da je prevajala klasična dela, ker je malo žensk znalo brati latinščino. Schurman je javno pohvalila Thottovo in jo poimenovala za "deseto muzo severa". Schurman je z dopisovanjem vzpostavila mrežo učenih žensk po Evropi. Pogosta tema tega dopisovanja je bila izobrazba žensk. Schurman je v dopisovanju izrazila občudovanje do izobraženih žensk, kot sta Lady Jane Gray in kraljica Elizabeta I.
Za študijsko enakost moških in žensk se je zavzemala tudi v delu Dissertatio de ingenii muliebris ad doctrinam et meliores litteras aptitudine (ang. The Learned Maid or, Whether a Maid may be a Scholar).